# Nørre Felding
Nørre Felding is een plaats in de Deense regio Midden-Jutland, gemeente Holstebro, en telt 737 inwoners (2007).

## Station

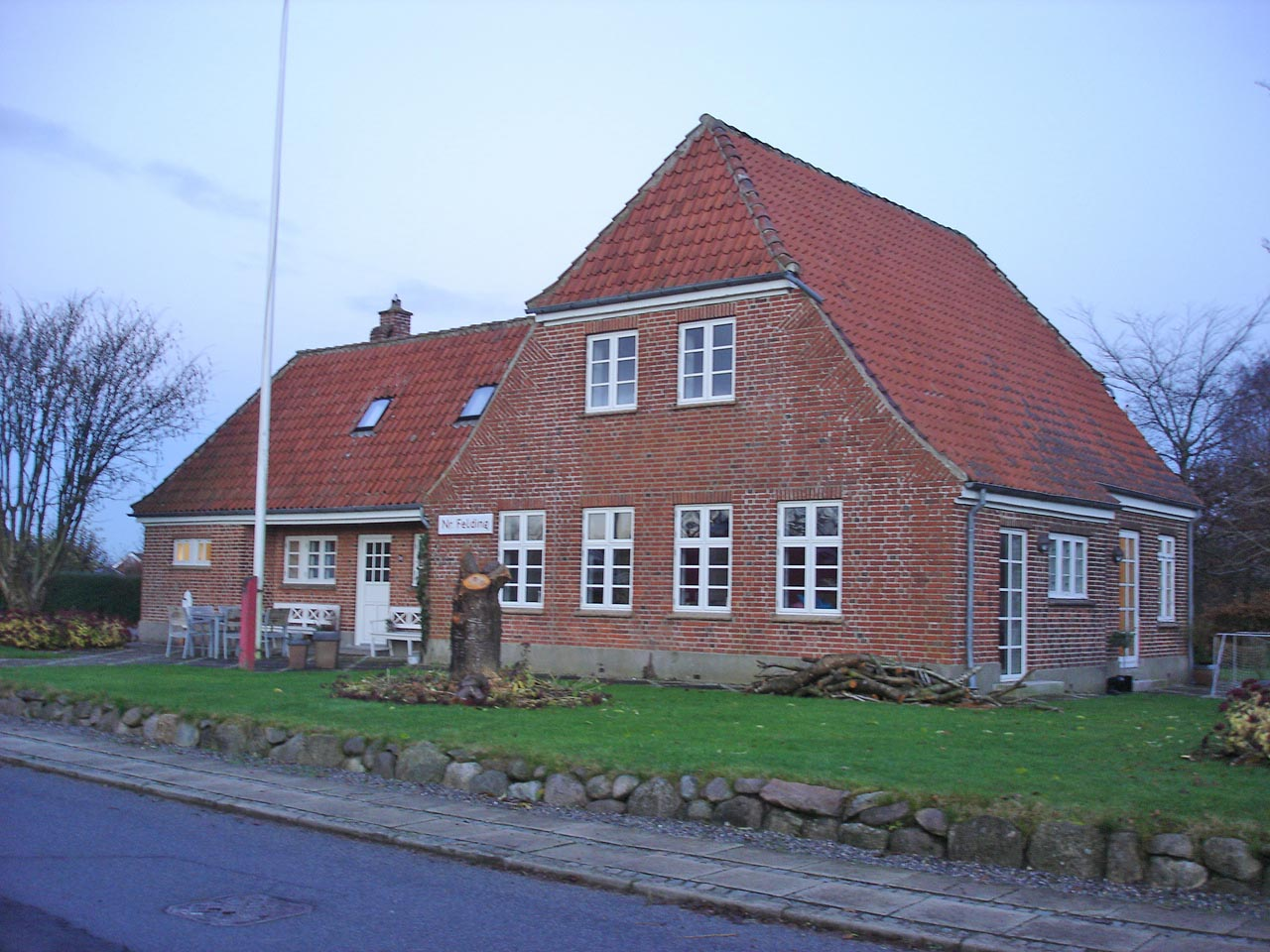
Voormalig station

Nørre Felding ligt aan het tweede deel van de route van de voormalige spoorlijn Ringkøbing - Holstebro Syd. De verlenging van Ørnhøj naar Holstebro kwam gereed in 1925. In 1961 werd de lijn gesloten en later volledig opgebroken. Het voormalige stationsgebouw in Nørre Felding is nog steeds aanwezig.